# Aigle noir (oiseau)
Ictinaetus malaiensis
Pour les articles homonymes, voir Aigle noir.
Genre
Espèce
Statut de conservation UICN

 LC  : Préoccupation mineure
Statut CITES
L’Aigle noir (Ictinaetus malaiensis anciennement Ictinaetus malayensis) est une espèce de rapaces de la famille des Accipitridae. C'est la seule espèce du genre Ictinaetus, mais elle compte deux sous-espèces.

## Description
C'est un grand rapace de 70 à 80 cm de longueur. Les adultes ont un plumage entièrement noir, avec la cire (base du bec) et les pattes jaunes. Les ailes ont de très longues plumes internes serrées qui lui donnent une forme distinctive. La queue montre de légères rayures et son dessus est un peu plus pâle. Lorsqu'il est perché, le bout des ailes peut atteindre ou dépasser le bout de la queue. Les ailes sont tenues en V peu marqué en vol. Par les après-midis chauds, on peut le voir survoler la cime des arbres à la recherche d'un nid à marauder. Il est alors facilement reconnaissable à sa couleur noir de jais, à sa grande taille et à son vol lent caractéristique juste au-dessus de la canopée.
Les deux sexes sont semblables, mais les jeunes ont la tête, le ventre et le dessous des ailes chamois.

## Répartition
On le trouve en Asie tropicale. La sous-espèce I. m. perniger vit dans les contreforts de l'ouest de l'Himalaya au Népal, dans les forêts des Ghâts occidentaux et orientaux dans la péninsule indienne et au Sri Lanka. On le trouve également dans la chaîne des Ârâvalli au nord-ouest de l'Inde. La forme nominale I. m malaiensis se trouve en Birmanie, dans le Sud de la Chine (Yunnan, Fujian), à Taïwan et dans la péninsule malaise. Il est en général sédentaire et on ne l'a jamais observé migrer.
Dans une étude dans le sud de l'Inde, on a constaté qu'il préférait les forêts où le couvert forestier est dense et qu'il est absent des zones où la couverture est inférieure à 50 %.

## Alimentation
Il se nourrit de mammifères, d'oiseaux et d'œufs. C'est un important prédateur de nids connu pour son vol lent un peu au-dessus de la canopée. En raison de sa capacité à rester en vol pendant de longues périodes sans grands efforts, les habitants de Darjeeling en Inde disent souvent qu'il ne se pose jamais. Avec le Milan à queue fourchue, il partage l'habitude unique d'emmener un nid entier avec oisillons. Les écureuils, les macaques et de nombreuses espèces d'oiseaux émettent un cri d'alarme lorsque ces oiseaux sont repérés survolant la forêt. L'Écureuil géant de l'Inde et les jeunes Macaques à bonnet sont des proies pour eux.

## Sous-espèces
D'après la classification de référence (version 14.1, 2024) de l'Union internationale des ornithologues, l'Aigle de Wallace possède 2 sous-espèces (ordre philogénique) :
- Ictinaetus malaiensis perniger (Hodgson, 1836) ;
- Ictinaetus malaiensis malayensis (Temminck, 1822).

## Dans la culture
- Dans la  chanson L'Indien écrite par Maurice Vidalin, composée et interprétée par Gilbert Bécaud, sortie en 1973, le personnage principal évoqué par Gilbert Bécaud se dénomme Aigle Noir, nom plusieurs fois répétée dans la chanson.